# Sture André
Per August Sture André, född 10 juli 1895, död 5 november 1953, var en svensk industriman.

## Biografi
André blev civilingenjör 1918, var driftsingenjör vid Västerås kraftverk 1918-21, överingenjör vid AB Svenska kullagerfabrikens argentinska dotterbolag 1922-26, VD för kullagerfabrikens brasilianska dotterbolag 1927-31, anställdes vid AB Ljungströms Ångturbin 1932-33, var från 1933 disponent vid Strömsnäsbruk.